# Hastula androyensis
Hastula androyensis é uma espécie de gastrópode do gênero Hastula, pertencente a família Terebridae.